# Paix et Commerce
La Paix et le Commerce s’unissant pour régner sur le monde est une allégorie figurant sur une série de timbres français d’usage courant, connu également sous les appellations Paix et Commerce et type Sage ; ce dernier nom d’après leur dessinateur Jules Auguste Sage. 

## Conception et utilisation du Type Sage
Les timbres ont été gravés par Louis-Eugène Mouchon pour une impression en typographie. 
Le sujet est l’alliance des allégories de la Paix (une femme portant un rameau d’olivier) et du Commerce (rappelant le dieu grec Hermès) se tenant la main au-dessus d’un globe terrestre. Outre les mentions « POSTE » en haut et « REPUBLIQUE FRANÇAISE », la valeur faciale figure dans un grand rectangle cachant une partie du globe.
Les premiers timbres de cette série furent émis en 1876. Ils remplacèrent les timbres du Second Empire (effigies de Napoléon III) et les Cérès réémises en 1871. Des impressions de nouvelles valeurs eurent lieu jusqu’en 1900 ; ils furent remplacés par les types Blanc, Mouchon et Merson. L’impression de certains timbres Sage s’effectuait en deux fois : un premier passage pour la couleur de fond et un second pour le dessin.
Ces timbres constituent la première série régulière à ne pas avoir été imprimée par Anatole Hulot, congédié par l'administration des postes en juin 1876. De janvier 1876 à 1895, ils sont réalisés dans l'imprimerie parisienne de la rue d'Hauteville, sous la responsabilité de la Banque de France, puis sous celle des postes qui rachètent le matériel et les locaux. De 1895 à 1900, ils sont les premiers sortis de l'imprimerie du boulevard Brune, au sud de Paris.

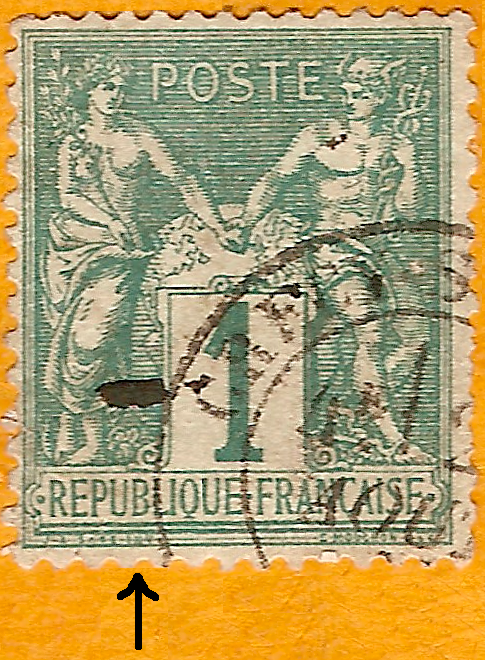
Le 1c de 1876 au type 1 (N sous B)

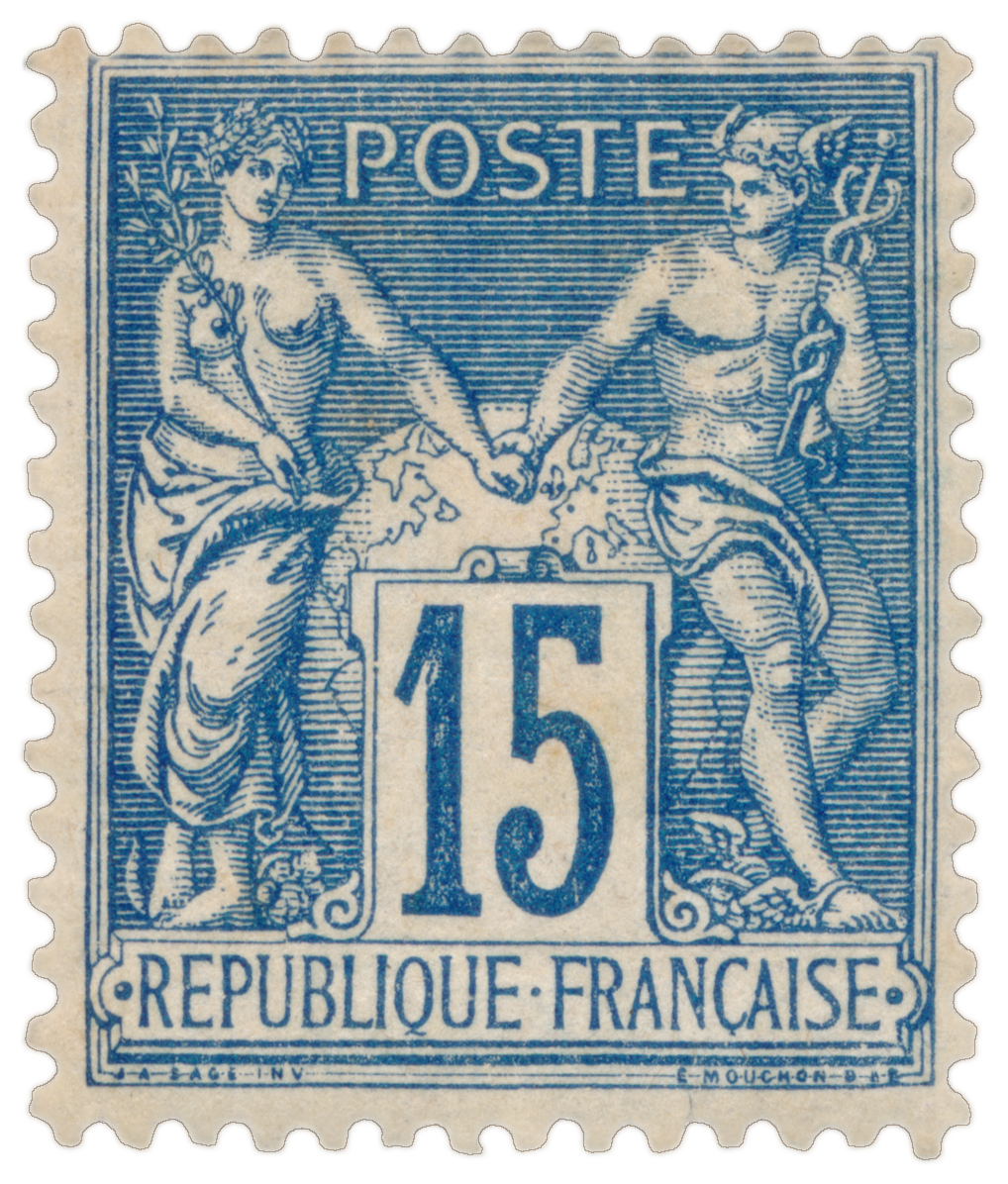
Type II (N sous U)

## Les 3 types du type Sage
Les philatélistes distinguent deux types principaux et assez faciles à identifier du type Sage. Ils sont repérables par la position de la signature « J A SAGE INV » sous le cartouche contenant « REPUBLIQUE FRANÇAISE »
Le graveur (Eugène Mouchon) avait donné comme consigne de mettre la lettre N de INV sous le U de REPUBLIQUE. Mais le poinçon fut cassé lors de la trempe. Lors de la réparation, la signature fut gravée à nouveau et déplacée, le N se situant sous la lettre B. Un autre poinçon fut également fabriqué (conforme aux spécifications initiales). Enfin, le premier fut également retouché en 1898. On distingue donc finalement 3 types :
- le type 1 avec le N sous B
- le type 2 avec le N sous U
- le type 3 avec le N sous B

Pour les collectionneurs, l'identification des types est importante, car elle modifie considérablement la cote des timbres (voir par exemple la différence entre le 1c vert sur vert pâle de 1876 et 1c noir sur azuré de 1877).

## Les différentes émissions
Les émissions des timbres au type Sage se sont échelonnées entre 1876 et 1899.
La colonne couleur contient les liens vers les paragraphes décrivant les timbres.
| Faciale | Date          | Couleur                | type          | notes                                 |
| ------- | ------------- | ---------------------- | ------------- | ------------------------------------- |
| 1 c     | novembre 1876 | vert sur vert-pâle     | 1             |                                       |
| 1 c     | décembre 1876 | vert sur vert-pâle     | 1 non dentelé | colonies générales                    |
| 1 c     | juin 1877     | noir sur azuré         | 2             |                                       |
| 2 c     | juillet 1876  | vert sur vert-pâle     | 1             |                                       |
| 2 c     | mai 1877      | brun-rouge             | 2             |                                       |
| 4 c     | novembre 1876 | vert sur vert-pâle     | 1             |                                       |
| 5 c     | juillet 1876  | vert sur vert-pâle     | 1             |                                       |
| 10 c    | août 1876     | vert sur vert-pâle     | 1             |                                       |
| 15 c    | juin 1876     | gris sur gris-pâle     | 1             |                                       |
| 25 c    | juillet 1876  | outremer sur bleu-pâle | 1 et 2        | Les 2 types sont sortis simultanément |

## Utilisation hors métropole
Les timbres au type Sage ont également servi dans différents pays sous influence française : Algérie, Maroc, Monaco, Tunisie ...
Dans les colonies, les timbres au type Sage ont été utilisés non dentelés : Guadeloupe, Sénégal...
On trouve également des surcharges sur les timbres dentelés : 
- au Maroc, surchargés en pésétas entre 1891 et 1900.